# Arlene Saunders
Arlene Saunders, gebürtig Arlene Pearl Soszynski, (* 5. Oktober 1930 in Cleveland, Ohio, Vereinigte Staaten; † 17. April 2020 in New York City) war eine US-amerikanische Opernsängerin (Stimmlage Lyrischer Sopran) mit großen Erfolgen an deutschen Bühnen.

## Leben und Wirken
Arlene Saunders besuchte eine Musikhochschule, das Baldwin-Wallace-College, in North Carolina und gab ihren Einstand 1958 mit der Rosalinde in Die Fledermaus an der dortigen Oper. Anschließend ging sie nach Italien, wo man sie am Teatro Nuovo Mailands sehen und hören konnte. Dort gab die Künstlerin die Mimi in Puccinis La Bohème. Wieder daheim in den Vereinigten Staaten, erhielt Arlene Saunders 1961 ein Engagement an die New Yorker City Opera. Hier debütierte sie mit der Giorgetta in Puccinis Tabarro. In verschiedenen Ensembles reüssierte die Sopranistin als Marschallin in Der Rosenkavalier, als Micaela in Carmen und als Minnie in Fanciulla del West. Arlene Saunders’ Karriere nahm 1963 mit der Verpflichtung an die Staatsoper Hamburg an Fahrt auf. Hier traf sie auf weitere US-amerikanische Sangeskünstler wie Jeanette Scovotti, Tatiana Troyanos und Richard Cassilly.
In Hamburg sah man Arlene Saunders in einer Fülle von klassischen Opernrollen. Zeitgleich wirkte sie aber auch in für das deutsche Fernsehen bearbeitete Opernadaptionen wie Gasparone, Die Hochzeit des Figaro, Der Freischütz und Die Meistersinger von Nürnberg mit. Dabei kollaborierte sie nicht nur mit ihren Kollegen der Hamburger Staatsoper, sondern auch mit bedeutenden deutschsprachigen Künstlern, die dem Musiktheater eher fernstanden, darunter Wolfgang Liebeneiner, Leopold Lindtberg, Will Quadflieg und Bernhard Minetti. Die spielfreie Zeit in Hamburg nutzte die Amerikanerin für Gastspielreisen nach New York, wo sie an der Metropolitan Opera dreimal die Eva in den Meistersingern von Nürnberg von Richard Wagner, ihrem erklärten Lieblingskomponisten, sang. Weitere Gastspiele bzw. Verpflichtungen führten sie nach London (an den Covent Garden), Paris, Wien, Rom und Leeds. Nach dem Auslaufen ihres Vertrages in Hamburg blieb Arlene Saunders, seit 1967 Kammersängerin, auch weiterhin der Hansestadt als Gast verbunden. Als Marschallin gab sie 1985 am Teatro Colón in Buenos Aires ihre Abschiedsvorstellung.
Arlene Saunders lebte fortan in New York und war seit 1986 mit dem Psychiater Raymond Raskin verheiratet. Die Künstlerin verstarb im Alter von 89 Jahren an den Folgen einer COVID-19-Infektion im Hebrew Home of Riverdale in der Bronx (New York).

## Auftritte in deutschen Fernsehproduktionen
- 1964: Operette – made in USA
- 1967: Die Hochzeit des Figaro
- 1968: Im Staub der Sonne (Italien. Kinofilm)
- 1968: Der Freischütz
- 1969: Hilfe, Hilfe, die Globolinks!
- 1971: Die Meistersinger von Nürnberg
- 1972: Gasparone
- 1972: Ein Stern geht auf aus Jaakob